# جون الكسندر (مغني)
جون الكسندر (بالإنجليزية: John Alexander)‏ هو مغني ومغني أوبرا أمريكي، ولد في 21 أكتوبر 1923 في ميريديان في الولايات المتحدة، وتوفي بنفس المكان في 8 ديسمبر 1990 بسبب نوبة قلبية.

## وصلات خارجية
- جون الكسندر على موقع ميوزك برينز (الإنجليزية)
- جون الكسندر على موقع أول ميوزيك (الإنجليزية)
- جون الكسندر على موقع ديسكوغز (الإنجليزية)